# Sangdil Sanam
Sangdil Sanam (Hindi: संगदिल सनम, „die hartherzige Geliebte“) ist ein Bollywood-Film, der in Indien 1994 erschienen ist.

## Handlung
Kailash Nath ist der Manager einer Bank, der mit seiner Frau Savitri und seinem Sohn Kishan einen komfortablen Lebensstil führt. Er ist mit dem Wachmann der Bank, Shankar Dayal Khurana, befreundet, so sehr, dass er die Verlobung von Kishan mit Shankars Tochter Sanam arrangiert. Während der Verlobung geht Shankar in die Bank und raubt Geld. Kailash wird zum Verdächtigen. Savitri und Kishan wird von Shankar geraten, weit weg zu gehen, weil die Leute gegen die Familie protestierten. Kailash wird verhaftet, angeklagt und zu 12 Jahren Gefängnis verurteilt.
Nachdem er seine Strafe abgesessen hat, kehrt er nach Hause zurück, um festzustellen, dass Savitri und Kishan unauffindbar sind. Er findet auch heraus, dass ihm der Banküberfall von keinem Geringeren als Shankar, dem jetzigen Bürgermeister der Stadt, angehängt wurde. In der Zwischenzeit geht Kishan, der inzwischen erwachsen und der Schwarm des Dorfes ist, in die Stadt und bringt Sanam als seine Braut mit nach Hause. Sanam, inzwischen ein verwöhntes Mädchen, das arme Menschen hasst, weigert sich, Kishan zu heiraten. Kishan weiß nicht, dass Sanam mit Pradeep, dem einzigen Sohn der Millionärin Lalla, verheiratet werden soll.
Lalla und Pradeep sind arm, geben sich aber als Millionäre aus, um Geld von Sanams Vater zu bekommen und sie dann an einen Frauenhändler zu verkaufen. Sanam beabsichtigt, Kishan an ihrem Verlobungstag mit Pradeep öffentlich zu demütigen. Doch Kishan entführt sie mit dem Ziel, ihren Stolz zu verletzen und sie zu seiner Frau zu machen. Kishan und Sanam bleiben in einem Dschungel, Sanam flieht und geht zu einem Tempel, in dem kostenloses Essen an die Armen verteilt wird. Kishan kommt an und bringt sie zurück, als er einen alten Mann (Kailash) sieht, der nicht weiß, dass er sein Vater ist.
Er wünscht ihnen, dass sie glücklich und zusammen bleiben, obwohl Sanam nicht glücklich ist. Krishna bringt Sanam als seine Braut nach Hause zu seiner Mutter. Seine Mutter wird sehr glücklich und lädt das ganze Dorf zum Feiern ein. Unter den Gästen ist auch ein Dorfmädchen, das Kishan und seine Mutter mag. Sie werden wütend und eifersüchtig, da sie eine Braut aus der Stadt mitgebracht und nicht geheiratet haben. Während sich die Gäste unterhalten, kommt Sanam unpassend gekleidet aus dem Zimmer und tanzt. Dies verursacht große Scham für Kishan und seine Mutter. Nachdem die Gäste gegangen sind, schlägt Kishan Sanam (obwohl sie lacht) und lässt sie im Regen stehen. Am Morgen hat das Dorf beschlossen, dass sie wollen, dass Kishans Frau das Dorf verlässt, da sie nicht wollen, dass ihre Töchter von ihr die Nacktheit lernen. Kishan stimmt ihnen zu.
Auf der anderen Seite war Sanam die ganze Nacht im Regen und hat Fieber. Kishans Mutter bittet ihn, ihr bei der Genesung zu helfen (obwohl er sie jetzt dafür hasst, dass sie den Ruf seiner Familie vor dem Dorf zerstört hat), da er derjenige ist, der das verursacht hat. Kishan muss zustimmen. Er hilft ihr bei der Genesung und kümmert sich Tag und Nacht um sie. Als Sanam dies sieht, erinnert sie sich an ihre Ehe und beginnt nun, Kishan zu mögen. Auf der anderen Seite bricht Kailash mit einer Waffe in Shankars Haus ein, um ihn zu töten, weil er ihn verraten hat.
In der Zwischenzeit betritt Pradeep das Haus und kümmert sich um Kailash, während Shankar geht, um seine Tochter zurückzuholen. Als er Kishans Haus erreicht, bittet er den Inspektor, ihn zu verhaften, aber Sanam sagt dem Inspektor, dass sie laut Gesetz erwachsen ist und heiraten kann, wen immer sie will, also sollte Kishan nicht verhaftet werden. Sie droht auch ihrem Vater, ihn zu verhaften, da er ihr Haus ohne Erlaubnis betreten hat. Shankar wird nun sehr traurig, kann aber nichts tun. Kishan ist glücklich, denn Sanam hat sich in „Munni“ (Sanams Kindheitsname) verwandelt.